# Эффективность фотосинтеза
Эффективность фотосинтеза — доля световой энергии, преобразуемая организмами в химическую в процессе фотосинтеза. Фотосинтез можно упрощённо описать с помощью химической реакции
6Н2О + 6CO2 + энергия → C6H12O6 + 6О2
где C6H12O6 — глюкоза (которая впоследствии превратится в другие сахара, целлюлозу, лигнин и так далее). Значение фотосинтетической продуктивности зависит от того, что понимать под энергией света, то есть учитывается ли весь поглощённый свет и какой именно это свет (см. фотосинтетически активная радиация). Требуется восемь (возможно 10 или более) фотонов для фиксации одной молекулы СО2. Энергия Гиббса преобразования одного моля СО2 в глюкозу составляет 114 ккал, в то время как восемь молей фотонов с длиной волны 600 нм содержит 381 ккал, давая номинальный КПД в 30 %. Однако в фотосинтезе может эффективно использоваться только свет в диапазоне от 400 до 720 нм. В реальном солнечном свете в эту область попадает 45 % излучения, так что теоретический максимальный КПД преобразования солнечной энергии составляет приблизительно 11 %. Однако в действительности растения не поглощают весь падающий солнечный свет (из-за отражения, дыхания и потребности в оптимальном уровне солнечной радиации) и не переводит всю собираемую энергию в биомассу, что приводит в общей фотосинтетической продуктивности от 3 до 6 % суммарной солнечной радиации. Если фотосинтез является неэффективным, то необходимо избавляться от избыточной энергии во избежание повреждения фотосинтетического аппарата. Как правило, такая энергия рассеивается в виде тепла (нефотохимическое тушение) или испускается как флуоресценция хлорофилла.

## Типичный КПД

### Растения
Ниже приведена эффектность перевода энергии солнечного света в биомассу:
| Растение                 | Эффективность    |
| ------------------------ | ---------------- |
| Растения, типичные       | 0,1 % 0,2-2 %    |
| Типичный урожай растений | 1-2 %            |
| Сахарный тростник        | 7-8 % (максимум) |

Ниже приводится разбор энергетики фотосинтеза:
Начиная с солнечного света, падающего на лист:
- 47 % энергии утрачивается, так как часть фотонов находится за пределами диапазона в 400—700 нм (если считать, что хлорофилл поглощает фотоны от 400 до 700 нм с эффективностью 100 %)
- 30 % теряется вследствие неполного поглощения фотонов хлоропластами, их отражения или поглощения другими компонентам клетки
- 24 % поглощенной энергии теряется из-за переноса энергии коротковолновых фотонов до уровня 700 нм
- 68 % используемой энергии теряется при превращении в D-глюкозу
- 35-45 % глюкозы потребляется листьями в процессах дыхания и фотодыхания.

Говоря другими словами:
100 % солнечного света → биодоступная радиация (400—700 нм) составляет 53 %,
а 47 % оставшейся радиации не используется → 30 % фотонов теряются из-за неполной абсорбции
37 % (поглощенной энергии фотонов) → 24 % теряется в ходе переноса по антенным комплексам до уровня энергии 700 нм, оставляя
28,2 % энергии света, собранной хлорофиллом → 32 % преобразуются в АТФ и НАДФН, а затем в D-глюкозу, оставляя
9 % (сахар) → 35-40 % сахара потребляется листьями в процессе дыхания и фотодыхания,
5,4 % энергии идёт на чистый прирост биомассы.
Многие растения тратят большую часть оставшейся энергии на рост корней. Большинство культурных растений запасают от ~0,25 % до 0,5 % энергии солнечного света в виде биомассы (кукурузные зерна, картофельный крахмал и др.). Исключением является только сахарный тростник, который способен запасать до 8 % солнечной энергии.
Интенсивность фотосинтеза линейно возрастает с увеличением интенсивности света, но постепенно достигает насыщения. В зависимости от культуры,  при освещенности свыше 10000-40000 люкс (подразумевается солнечный свет) прекращается нарастание фотосинтеза. Таким образом, большинство растений может использовать только ~10-20% от общей энергии полуденного солнечного света. Однако дикие растения (в отличие от лабораторных образцов) имеют много избыточных, хаотически ориентированных листьев. Это даёт возможность держать среднюю освещенность каждого листа значительно ниже уровня полуденного пика освещённости, что позволяет растению достичь уровня ближе к ожидаемым результатам лабораторных испытаний, при относительно ограниченной освещённости.
Только если интенсивность света выше определённого значения, называемого световой точкой компенсации, растение усваивает больше углекислого газа, чем выделяет в результате клеточного дыхания.
Системы измерения фотосинтеза не способны непосредственно измерять количество света, поглощенное листом. Тем не менее, кривые отклика на свет, которые можно измерить и построить, позволяют сравнивать эффективность фотосинтеза у разных растений.

### Водоросли и другие одноклеточные организмы
В 2010 году исследование, проведенное в университете штата Мэриленд, показало, что фотосинтезирующие цианобактерии вносят значительнейший вклад в глобальный цикл углерода, и осуществляют около 20-30 % от общего запасания энергии света в энергию химических связей с интенсивностью ~450 тераватт.

#### Мировые цифры
По данным исследования, упомянутого выше, общая фотосинтетическая продуктивность земли составляет ~1500-2250 тераватт или 47,3—71 зеттаджоулей в год. Учитывая, что мощность солнечной радиации, достигающей поверхности Земли, составляет 178 000 тераватт, общая эффективность фотосинтеза на планете находится между 0,84 % и 1,26 % (см. также тепловой баланс Земли).

## Эффективность различных сельскохозяйственных культур для производства биотоплива
Типичным сырьём для производства растительного биотоплива являются пальмовое масло, соя, касторовое масло, подсолнечное масло, сафлоровое масло, кукурузный этанол и этанол из сахарного тростника.
Анализ плантаций гавайской масличной пальмы утверждал, что она может обеспечить выход в 600 галлонов биодизельного топлива на гектар в год, что составляет 2835 Вт на акр или 0,7 Вт/м2. Обычный уровень освещённости на Гавайях составляет 5,5 кВт-ч/(м2сут) или 230 ватт. Для конкретной плантации масличной пальмы, если она действительно даёт 600 галлонов биодизельного топлива на акр в год это означает, что она будет преобразовывать 0,3 % от падающей солнечной энергии в топливо.
Сравним это с типичной фотоэлектрической установкой, которая производит примерно 22 Вт/м2 (примерно 10 % от средней инсоляции), в течение года. Кроме того, фотоэлектрические панели, позволяют получать электричество, которое является высокоупорядоченной формой энергии, а преобразование биодизельного топлива в механическую энергию влечет за собой потерю значительной части энергии. С другой стороны, жидкое топливо значительно удобнее для транспортного средства, чем электричество, которое должно храниться в тяжелых, дорогих батареях.

## С3-, С4- и CAM-растения
С3-растения для фиксации углерода используют цикл Калвина. У С4-растений это цикл модифицирован таким образом, что Рубиско изолировано от атмосферного кислорода, а фиксация углерода в клетках мезофилла идёт через оксалоацетат и малат, которые затем транспортируются к месту локализации Рубиско и остальных ферментов цикла Кальвина, изолированных в клетках обкладки проводящего пучка, где происходит высвобождение CO2. В отличие от С4, у CAM-растений происходит не пространственная, а временная изоляция Рубиско (и других ферментов цикла Калвина) от высокой концентрации кислорода, выделяемого в процессе фотосинтеза, поскольку О2 выделяется в течение дня, а ночью атмосферный СО2 фиксируется и хранится в виде яблочной кислоты. В течение дня CAM-растения держат устьица закрытыми и используют запасённую ночью яблочную кислоту в качестве источника углерода для синтеза сахара.
С3-фотосинтез требует 18 АТФ для синтеза одной молекулы глюкозы, в то время как C4-путь расходует на это 20 АТФ. Несмотря на высокий расход АТФ, C4-фотосинтез является большим эволюционным преимуществом, поскольку позволяет адаптироваться к зонам с высокой освещённостью, где повышенный расход АТФ более чем компенсируется высокой интенсивностью света. Возможность процветать, несмотря на ограниченное наличие воды увеличивает возможность использовать доступный свет. Более простой С3-путь фотосинтеза, который работает у большинства растений, приспособлен к влажным условиям с пониженной освещённостью, таким как в северных широтах. Кукуруза, сахарный тростник и сорго относятся к С4-растениям. Эти растения экономически важны отчасти из-за их относительно высокой эффективности фотосинтеза в сравнении со многими другими культурами.